# Bessunger Kirche

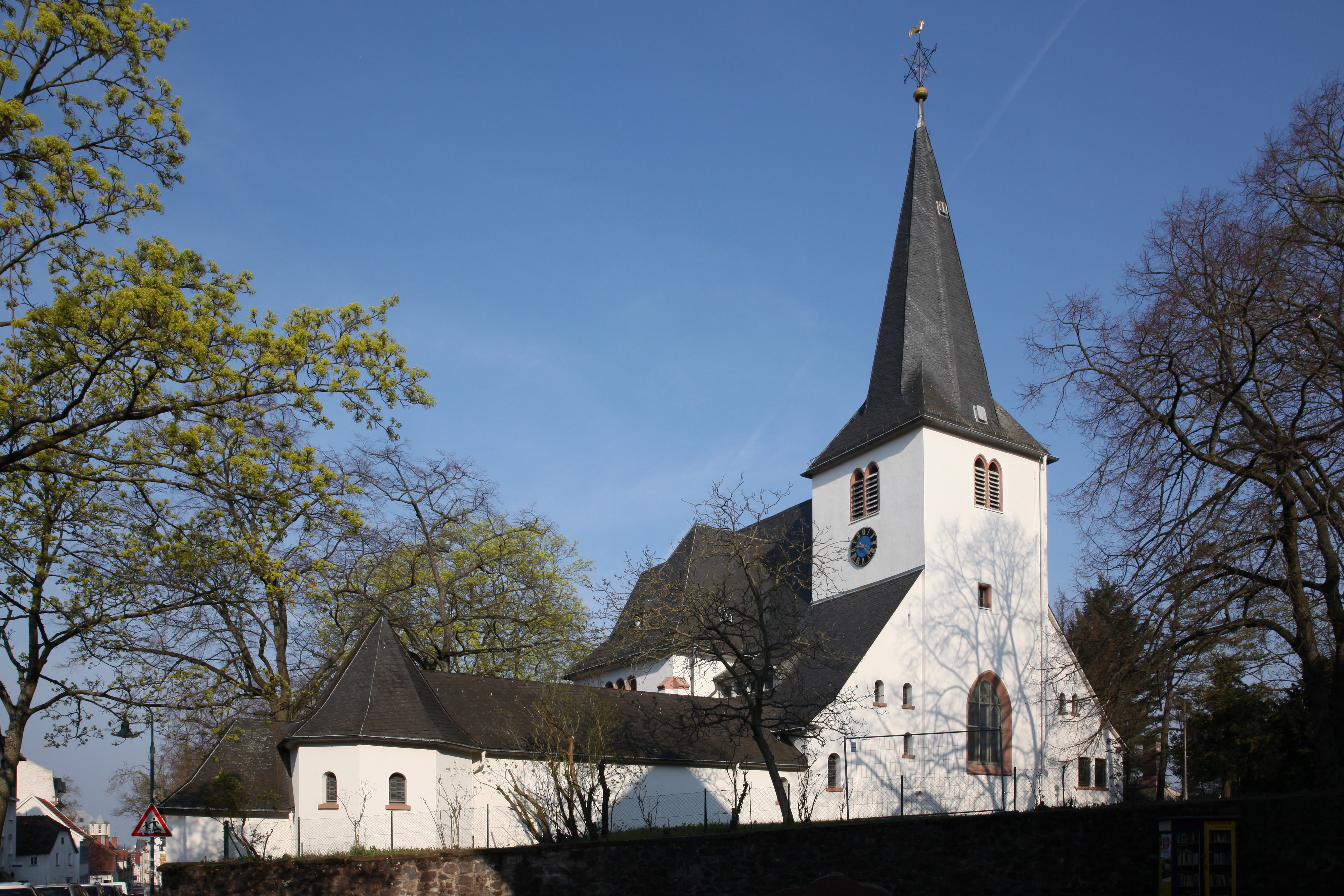
Bessunger Kirche (2016)

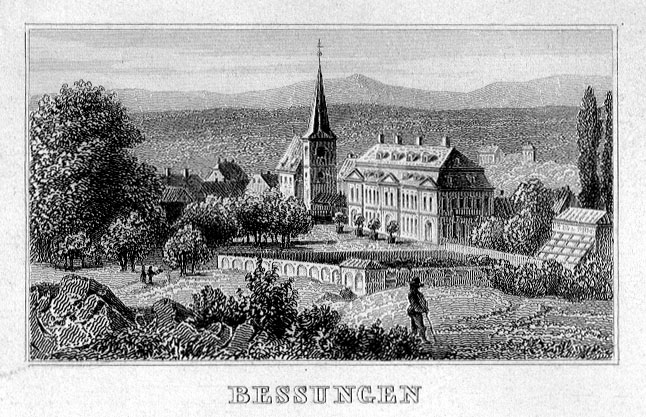
Bessunger Kirche (um 1849)

Die Bessunger Kirche ist eine evangelische Kirche in Darmstadt-Bessungen.

## Geschichte
Der älteste Kirchenbau ist vermutlich im 7. oder 8. Jahrhundert als erste Pfarrkirche für die Umgebung errichtet worden.
Die am 10. Juni 1002 erstmals urkundlich erwähnte Bessunger Kirche war nach der Inschrift der ältesten erhaltenen Glocke von 1435 und nach Ausweis des vorhandenen Johannes-Altars wohl ursprünglich Johannes dem Täufer geweiht, trug aber später das Petrus-Patrozinium.
Die Bessunger Kirche stand auf einer Erhebung inmitten des ältesten Friedhofs von Bessungen, der seit dem Mittelalter bis zur Eröffnung des neuen Bessunger Friedhofs im Jahre 1839 genutzt wurde. Noch heute erinnern einige Grabsteine daran.
Nach 1369 sank die Bessunger Kirche zur Filiale der Darmstädter Stadtkirche herab.
Erst nach Einführung der Reformation wurde sie wieder zur selbstständigen Pfarrkirche erhoben und erhielt die Einkünfte des aufgelösten Altars der 10.000 Märtyrer in der Stadtkirche. Zu dieser Zeit war die Bessunger Kirche bereits baufällig.
In den Jahren 1559 und 1561 wurden Kirche und Pfarrhof instand gesetzt. In den Jahren 1574–1576 war der bauliche Zustand der Kirche so schlecht, dass sie durch den Darmstädter Baumeister Jakob Kesselhut erneuert werden musste. Dieser Kirchenbau, der die stolze Summe von 2.000 Gulden verschlang und um dessen Finanzierung es heftige Auseinandersetzungen gab, überdauerte – obwohl vielfach repariert und im Dreißigjährigen Krieg beschädigt – die Zeit bis in die zweite Hälfte des 19. Jahrhunderts.
Der starke Bevölkerungsanstieg machte eine Erweiterung der Kirche dringend notwendig. In den Jahren 1883/84 entstand aus der einschiffigen Dorfkirche durch den Anbau zweier Querschiffe der heutige kreuzförmige Grundriss. Eine neue Orgel wurde angeschafft, das Dach und das Turmkreuz wurden repariert. Der Darmstädter Hofmaler August Noack bemalte die ebenfalls erneuerte Kanzel.
In den Jahren 1908/09 wurden nach Plänen von Friedrich Pützer der Innenraum umgestaltet, eine Holztonnendecke eingebaut und der Fußboden tiefergelegt. Das Langhaus wurde um 3 m nach Westen verlängert. Gleichzeitig wurden der „Brautgang“ mit dem Jugendstil-Taufbecken und die Sakristei errichtet sowie Treppen zu den Emporen gebaut.
In den Jahren 1960 und 1965 erfolgten erneute Instandsetzungen, die Jugendstilausmalung von 1908 wurde beseitigt, Altar, Emporen und Fußboden erneuert. Bruno Müller-Linow gestaltete ein neues Petrus-Altarfenster.
1967 wurde eine neue Orgel des Hamburger Orgelbauers Rudolf von Beckerath eingebaut.
Die letzte Innenrenovierung erfolgte im Jahr 2001.